# Wuda singularis
Wuda singularis är en stekelart som beskrevs av Cheesman 1936. Wuda singularis ingår i släktet Wuda och familjen brokparasitsteklar. Inga underarter finns listade i Catalogue of Life.